# ابوالقاسم فیض آبادی
ابوالقاسم فیض آبادی (متولد ۱۳۳۳ - تهران) نویسنده داستان‌های کودک و نوجوان ایرانی و عضو انجمن نویسندگان کودک و نوجوان می‌باشد؛ و تا کنون  بیست و سه جلد کتاب از او به چاپ رسیده است. او در یادداشتی بر زندگی خود می‌نویسد: «در سال ۱۳۳۳ در منطقهٔ نظام آباد تهران به دنیا آمدم. دوران کودکی‌ام در آن‌جا گذشت و نوجوانی و دورهٔ دبیرستان را در نارمک طی کردم. در سال ۵۵ در رشتهٔ ریاضیات کاربردی از مدرسه عالی ریاضیات و مدیریت اقتصادی کرج فارغ‌التحصیل شدم. مدت نزدیک به چهل سال است در ارتباط با کتاب؛ اعم از آماده‌سازی، تولید و نشر هستم.»

## آثار
1. دیدار با ابوعلی سینا/ سفرهای پرماجرای داری و ناری (چاپ چهارم، 95 نشر: نخستین)
2. دیدار با زکریای رازی/ سفرهای پرماجرای داری و ناری ( چاپ چهارم،95 نشر: نخستین)
3. دیدار با  حکیم عمر خیام / سفرهای پرماجرای داری و ناری (چاپ چهارم، 95 نشر: نخستین)
4. دیدار با ابولقاسم فردوسی/ سفرهای پرماجرای داری و ناری ( چاپ چهارم،95 نشر: نخستین)
5. دیدار با بزرگمهر حکیم/ سفرهای پرماجرای داری و ناری (چاپ چهارم، 95 نشر: نخستین)
6. دیدار با ناصر خسرو/ سفرهای پرماجرای داری و ناری ( چاپ سوم،94 نشر: نخستین)
7. دیدار با عطار نیشابوری/ سفرهای پرماجرای داری و ناری (چاپ سوم، 95 نشر: نخستین)
8. دیدار با مولوی/ سفرهای پرماجرای داری و ناری ( چاپ سوم،95 نشر: نخستین)
9. دیدار با ابوریحان بیرونی/ سفرهای پرماجرای داری و ناری (چاپ سوم، 95 نشر: نخستین)
10. دیدار با خوارزمی/ سفرهای پرماجرای داری و ناری ( چاپ سوم،95 نشر: نخستین)
11. دیدار با سعدی/ سفرهای پرماجرای داری و ناری (چاپ سوم، 95 نشر: نخستین)
12. دیدار با شیخ بهایی/ سفرهای پرماجرای داری و ناری ( چاپ سوم،95 نشر: نخستین)
13. دیدار با عبید زاکانی/ سفرهای پرماجرای داری و ناری (چاپ سوم، 95 نشر: نخستین)
14. دیدار با حافظ/ سفرهای پرماجرای داری و ناری ( چاپ سوم،95 نشر: نخستین)
15. دیدار با رودکی/ سفرهای پرماجرای داری و ناری (چاپ سوم، 96 نشر: نخستین)
16. دیدار با فارابی / سفرهای پرماجرای داری و ناری ( چاپ سوم،96 نشر: نخستین)
17. دیدار با خواجه نصیر توسی/ سفرهای پرماجرای داری و ناری (چاپ دوم، 96 نشر: نخستین)
18. دیدار با خواجه نظام الملک/ سفرهای پرماجرای داری و ناری ( چاپ دوم،96 نشر: نخستین)
19. دیدار با نظامی گنجوی/ سفرهای پرماجرای داری و ناری (چاپ دوم، 96 نشر: نخستین)
20. دیدار با غیاث الدین کاشانی/ سفرهای پرماجرای داری و ناری ( چاپ دوم،96 نشر: نخستین)
21. آرش کمانگیر به روایت دگر (چاپ دوم،94 نشر: نخستین)
22. تبرزین نادر (چاپ اول، 96 نشر: نخستین)
23. پسری که امیر را دوست داشت (چاپ اول، 96 نشر: نخستین)
24. دختری که عاشق فوتبال بود (چاپ اول، 98 نشر: نخستین)
25. پسری که قلب ناسا را نشانه رفت (چاپ اول، 98 نشر: نخستین)
26. راز لنج عروس دریا(چاپ اول، 98 نشر: نخستین)

## سفرهای پرماجرای داری و ناری
- مجوعه سفرهای پرماجرای داری (دیدار با مشاهیر ایران) تألیف ابوالقاسم فیض آبادی، چاپ سال ۹۳ و ۹۴ نشر نخستین می‌باشد. میثم خانکشلو، میلاد کشتدار و سمیه رحمتی‌خواه، تصویرگری و فرمهر منجزی ویراستاری و رضا طاهری مدیریت ادبی این مجموعه را برعهده داشته‌اند.[۳]
- در این مجموعه «ناری» ۱۰ سال دارد و برادر او «داری» ۱۲ ساله است. این دو عاشق مطالعه هستند و وقت آزادشان را با خواندن کتاب‌های علمی و تاریخی می‌گذرانند. بچه‌ها با سفر به روستا، در زیر زمین خانه مادربزرگ شان صندوقی چوبی دیدند که در آن چند کتاب قدیمی بود. در یکی از کتاب‌ها خواندند که می‌توانند به سفرهای دور بروند و با اندیشمندان و مشاهیر ایران دیدار کنند. این مجموعه پاسخی است به رویاهای بچه‌ها و گزیده‌ای است از میان عقاید، کتاب‌ها و نظریه‌هایی که دربارهٔ این مشاهیر نوشته شده‌است. این مجموعه از «دیداری شگفت با ابوعلی سینا» آغاز و به «دیداری شگفت با غیاث‌الدین جمشید کاشانی» به پایان می‌رسد. «دیداری شگفت با نصیرالدین طوسی، خواجه نظام‌الملک، نظامی گنجوی، فارابی، رودکی، حافظ شیرازی، عبید زاکانی، شیخ بهایی، سعدی شیرازی، محمدزکریای رازی، حکیم عمرخیام، ابوالقاسم فردوسی، بزرگمهر حکیم، حکیم ناصرخسرو، عطار نیشابوری، ابوریحان بیرونی، خوارزمی و جلال‌الدین مولوی» از دیگر عناوین این مجموعه است.[۴] و[۵]
- این بسته شامل ۱ + ۲۰ کتاب است که یک جلد آن با عنوان «کتاب شما» با مقدمهٔ مدیر ادبی مجموعه دربارهٔ چگونه طراحی کنیم و بنویسم، همراه با برگ‌های سفید منتشر شده‌است و کتابی نانوشته است تا بچه‌ها خودشان آن را بنویسند و تصویرگری کنند.[۶]
- مجموعه سفرهای پرماجرای داری از جانب دبیرخانه ساماندهی منابع آموزشی و تربیتی آموزش و پرورش در فهرست کتاب‌های مناسب آموزشی قرار گرفته‌است.[۷] و[۸] و [۹] و [۱۰]